# Ile-Tudy
Ile-Tudy (bret. Enez-Tudi) – miejscowość i gmina we Francji, w regionie Bretania, w departamencie Finistère.
Według danych na rok 1990 gminę zamieszkiwało 518 osób, a gęstość zaludnienia wynosiła 411 osób/km² (wśród 1269 gmin Bretanii Ile-Tudy plasuje się na 817. miejscu pod względem liczby ludności, natomiast pod względem powierzchni na miejscu 1101.).